# 水分村 (福岡県)
水分村（みずわけむら）は、福岡県浮羽郡にあった村。現在の久留米市の一部。

## 地理
耳納山地の北、筑後川の左岸に位置していた。

## 歴史

### 沿革
- 1889年（明治22年）4月1日 - 町村制の施行により、竹野郡殖木村（一部）、常盤村（一部）、野田村、豊城村（一部）が合併して村制施行し、水分村が発足[1][2]。
- 1896年（明治29年）4月1日 - 郡の統合により浮羽郡に所属[1][3]。
- 1907年（明治40年）- 蚕業組合設立[1]
- 1913年（大正2年）- 筑後種苗会社設立[1]
- 1915年（大正4年）- 耕地整理を実施[1]。
- 1954年（昭和29年）12月1日 - 浮羽郡田主丸町、筑陽村、水縄村、竹野村、船越村（一部）と合併し田主丸町が存続して廃止された[1][2]

### 地名の由来
同地で大石水道が分水することから。